# فلاديسلاف كرابيفين
فلاديسلاف بتروفيتش كرابيفين ( 14 أكتوبر 1938 - 1 سبتمبر 2020)، هو كاتب أدب أطفال روسي. مؤلف أعمال الأطفال والفلسفية والاستعاري التي تعمل على تثقيف العديد من أجيال الأطفال وتسمية كبار السن لتذكر ما كانوا عليه في مرحلة الطفولة.

## الجوائز والتكريمات
- حائز على جائزة لينين كومسومول
- جائزة أدبية Aelita
- جائزة أركادي جيدار
- وسام الراية الحمراء للعمل ،
- وسام الصداقة بين الشعوب .
- الميداليات: "For Valiant Labour" ، مقدمة من VLKSM ( KomSoMol ). مواطن فخري في يكاترينبورغ .
- «الكويكب 407243 كرابفين»، الذي اكتشفه Timur Kryachko في محطة Zelenchukskaya في عام 2009، تم تسميته تكريما له.

## فهرس
- «لقاء أخي»[5]
- أغسطس، شهر الرياح، 1975.(Та сторона، где ветер، 1967) [6]

## وصلات خارجية
- موقع رسمي
- لايف جورنال فلاديسلاف كرابيفين (الروسية)
- كرابيفين في مكتبة موشكوف
- فلاديسلاف كرابيفين: ما زلت أريد أن أكتب وألا أترك حياتي بعيدًا